# 印紙税

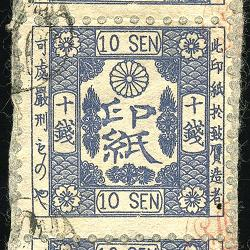
10銭印紙

琉球政府の1セント収入印紙

印紙税（いんしぜい）は、印紙税法（昭和42年5月31日法律第23号）に基づき、課税物件に該当する一定の文書（課税文書）に対して課される日本の税金。

## 課税文書
課税文書は、印紙税法の別表第一に掲げられている1号から20号までの文書である。以下、課税文書につき簡記する。
1. 不動産等の譲渡契約書、地上権または土地の賃借権の設定または譲渡の契約書、消費貸借契約書、運送契約書[注釈 1]
2. 請負契約書
3. 約束手形、為替手形
4. 株券、出資証券、社債券、投資信託等の受益証券
5. 合併契約書、分割契約書、分割計画書
6. 定款
7. 継続的取引の基本契約書
8. 預貯金証書
9. 貨物引換証、倉庫証券、船荷証券
10. 保険証券
11. 信用状
12. 信託契約書
13. 債務保証契約書
14. 金銭、有価証券の寄託契約書
15. 債権譲渡契約書、債務引受契約書
16. 配当金領収証、配当金振込通知書
17. 金銭又は有価証券の受取書
18. 預貯金通帳、信託通帳、銀行・無尽会社の掛金通帳、生命保険会社の保険料通帳、生命共済の掛金通帳
19. 1・2・14・17の文書により証されるべき事項を付け込んで証明する目的で作成する通帳
20. 判取帳

上記の文書に該当しないものは非課税である。また課税文書でも各号ごとに非課税要件を定めている。主なものを挙げると、
1. 5万円未満の17号に該当する契約書（売上代金に係る金銭の受取書等）。2014年3月31日までは「3万円未満」だった[1]。
2. 1万円未満の1号、2号、8号、15号に該当する契約書
3. 建物の賃貸借契約書
4. 委任状または委任に関する契約書
5. 営業に関しない金銭の受取書[注釈 2]
6. 質権・抵当権の設定または譲渡の契約書
7. 18号に該当する通帳のうち、政令で定められた主体が発行するもの(信用金庫、労働金庫、JAバンクなど)
ただし、本来通帳に対して課税対象となる金融機関であっても、納税準備預金の通帳については、別途租税特別措置法第92条の規定が適用されるため、非課税となる。

### 領収書に関する例
上述した17号文書のひとつである領収書については、5万円未満（2014年（平成26年）3月31日以前は3万円未満）の文書は印紙税非課税であるが、額面と消費税の関係については、金額について、税抜金額を記載している、あるいは消費税額が明確に明示されている場合以外は、税込金額で判断される。ただし、消費税及び地方消費税の免税事業者については、その取引に課されるべき消費税及び地方消費税がないため、たとえ受取書等に消費税額として具体的金額を区分記載したとしても、これに相当する金額は記載金額に含めることになる。
非課税となる場合については、前述のとおり営業に関しない領収書であり、主なものを列挙する。
- 医療法に基づく医療法人[注釈 3]が作成した領収書等
- 医師、歯科医師、歯科衛生士、歯科技工士、保健師、助産師、看護師、あん摩・マッサージ・指圧師、はり師、きゅう師、柔道整復師、獣医師等が作成した領収書等
- 弁護士、弁理士、公認会計士、計理士、司法書士、行政書士、税理士、中小企業診断士、不動産鑑定士、土地家屋調査士、建築士、設計士、海事代理士、技術士、社会保険労務士等が作成した領収書等
- 宗教法人や財団法人、学校法人などの公益法人が発行する領収書等（印紙税法第5条）
- 印紙税法別表第二、別表第三に規定するもの。主なものとして
  - 国や各種公的機関(地方自治体だけでなく、地方公営企業などを含む)、一部の独立行政法人(一部の地方独立行政法人を含む)に関するもの（これらの者から該当業務の委託を受ける一部の者）
  - 日本学生支援機構から学資の貸与を受ける者
  - 社会福祉法に規定する生計困難者や、母子及び父子並びに寡婦福祉法に規定するものが資金の融通を受ける場合

なお、クレジットカードでの買い物客の求めに応じて販売店が発行する領収書（クレジットカード利用の旨が記載されたものに限る）は、表題が「領収書」であっても金銭の受領がなく課税文書に該当しない。

## 課税主体・納税義務者
課税主体は、国である。
納税義務者は、課税文書の作成者である。なお、例えば契約書のように2以上の者が共同して作成した課税文書に対する印紙税については、その2以上の者が連帯納税義務を負うこととされる。代理人が代理人名義で作成した文書の場合は、納税義務者は本人ではなく代理人となる。また、文書の作成ごとに課税されるため、例えば仮契約・本契約というように二度文書を作成すれば、それぞれに課税される。
国・地方公共団体が作成する文書は非課税である。なお国・地方公共団体と私人が共同作成した文書の場合、私人が作成して国・地方公共団体が保管するものは課税されるが、国・地方公共団体が作成して私人が保管する文書は非課税である。およそ2通作成して各自1通ずつ保有する場合、国・地方公共団体側が印紙税の消印をされている方を保有する。

## 課税標準・税額
課税標準および税額は、同法の別表第一に掲げられている各号ごとに細かく分けられている。税額で最も安価なのは、上記8 - 16号・18号や、契約金額の記載されていない文書等の200円である。なお、契約金額を変更する契約書の場合、変更前の契約金額を証明した契約書が作成されていることが明らかな場合、契約金額を増加させる場合はその増加金額を記載金額とし、契約金額を減少させる場合は契約金額の記載のない文書として扱う。
不動産の譲渡に関する契約書に2つ以上の記載金額がある場合（一度に複数の物件を譲渡する場合等）、これらの金額の合計額が不動産の譲渡に関する契約書の記載金額となる。不動産の交換契約の場合、交換対象物の双方の価格が記載されている場合は、交換差金の額にかかわらず、いずれか高い方の金額が記載金額となる。交換差金の額のみが記載されている場合は、その交換差金の額が記載金額となる。
売上代金の受取書（領収書）に係る税額は、以下の通りである。
| 記載された受取金額                  | 記載された受取金額                  | 税額                  |
| ----------------------------------- | ----------------------------------- | --------------------- |
| 5万円未満のもの、営業に関しないもの | 5万円未満のもの、営業に関しないもの | 非課税                |
| 5万円以上                           | 100万円以下のもの                   | 200円                 |
| 100万円を超え                       | 200万円以下のもの                   | 400円                 |
| 200万円を超え                       | 300万円以下のもの                   | 600円                 |
| 300万円を超え                       | 500万円以下のもの                   | 1,000円               |
| 500万円を超え                       | 1,000万円以下のもの                 | 2,000円               |
| 1,000万円を超えるもの               | 1,000万円を超えるもの               | 4千円～（上限20万円） |

## 納税方法
印紙税の納税方法にはいくつかの方法がある。申告納付にする場合は管轄税務署の承認を受ける必要がある。
1. 課税文書に収入印紙（切手と酷似した額面が印刷された金券で、郵便局の郵便窓口や郵便切手類販売所などで販売されている。ただし、郵便には使用できない）を貼り、消印する。消印は印章または署名で行わなければならない。ただし、作成者自身のものである必要はなく、代理人や使用人のものでもよい。
2. 税務署に課税文書を持ち込んで、税額を納付して税印を押してもらう。
3. 印紙税納付計器（郵便でいうメータースタンプに相当）の設置許可を受け、税額を納付して納付印を押す。
4. 毎月継続的に作成されたり、特定日に大量に作成される定型的な課税文書につき、書式表示を行い、毎月作成数量を申告するとともに税額を納付する。
5. 預貯金通帳等につき、4月1日から3月31日までの1年間に作成するものに係る税額を金銭で納付する。

### 過誤納となったときの処理

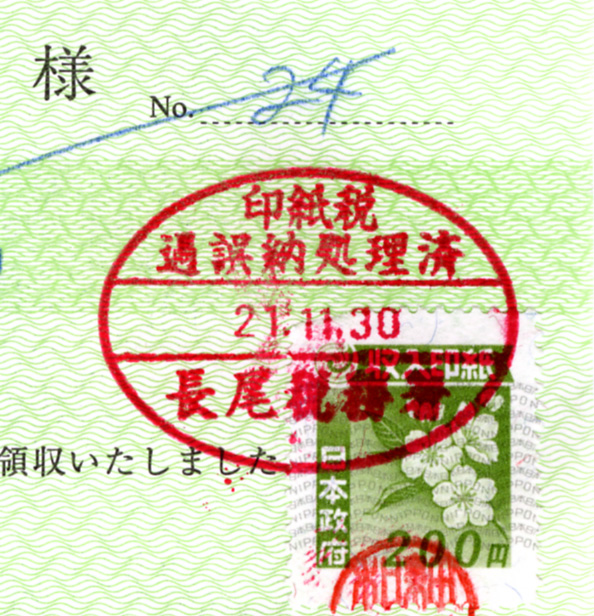
税務署で過誤納確認を受けた課税文書の一部

課税文書が何らかの理由（書損じた場合等）で使用する見込みがなくなった場合や、課税文書に正しい金額を超えて収入印紙を貼ってしまった場合は、印紙税法第14条第1項・第2項、印紙税法施行令第14条第1項・第4項の規定により「印紙税過誤納[確認申請・充当請求]手続」を管轄税務署で行うことにより、印紙税の還付や充当を受けることができる。この場合、確認申請書又は充当請求書と一緒に過誤納となった事実を証明するために、その文書を提示しなければならない。税務署で確認後、1か月程度で確認申請書又は充当請求書で指定した方法で、印紙税が還付又は充当される。なお、印紙部分には確認印が押され、返却される。以下の場合に過誤納となる。
書損等
課税文書の用紙が、用紙の書損、損傷、汚染などにより使用する見込みがなくなった場合。
納付額超過
印紙税の額が、印紙税法に規定する正しい税額を超える場合。
その他の事由
- 課否判定誤り: 印紙税の納付の必要がない文書に誤って収入印紙を貼付したり納付印を押した場合（例えば5万円未満の領収書に印紙を貼付してしまった場合など）。
- 二重納付
- 印紙税納付等の特例を受けた課税文書について、特例方法以外の方法により相当金額の印紙税を納付した場合。
- 税印の取りやめ等
- 税印による納付の特例を受けるために印紙税を納付したが、税印の押捺の請求をしなかった又は請求を行ったが棄却された場合。
- 被交付文書
- 印紙税納付計器の設置者が被交付文書に対する納付印押捺の承認を受けていないにもかかわらず、交付を受けた課税文書に納付印を押した場合。
- 納付計器の廃止等
- 印紙税納付計器による納付の特例を受けるため印紙税を納付したが、印紙税納付計器の設置の廃止等により当該納付計器を使用しなくなった場合。

## 過怠税
過怠税（かたいぜい）は、印紙税法第20条に基づき、印紙税をその課税文書作成時までに納付しなかった場合に課せられる。
過怠税の金額は、原則としてその納付しなかった印紙税額の3倍（最低額は1,000円）とされる。ただし、自主的にその不納付を申し出るなど一定の要件を満たせば、不納付額の1.1倍とされる。
また、印紙を適切な方法で消印しなかった場合には、消印されていない印紙の額面に相当する金額の過怠税が徴収される。
過怠税は、所得税の必要経費又は法人税の損金に算入することができない。

## 歴史
- 1624年 - オランダで八十年戦争の戦費調達のため、税務職員ヨハネス・ファン・デン・ブルックが発明。
- 1660年 - デンマークで導入
- 1673年 - フランスで導入
- 1694年 - イギリスで導入
- 1765年 - イギリスで印紙法成立。アメリカ植民地で導入
- 1873年 - 日本で導入

## 税収の推移
印紙税の税収がいくらかを正確に把握することは困難である。なぜならば、印紙税の納税は、印紙を購入することにより行われるのではなく、原則的には印紙を文書に貼って、消印することにより行われるからで、これらの行為を逐一把握することは事実上不可能だからである。収入印紙も参照。
ここでは、下記に参考として財務省の統計から、租税及び印紙収入決算額にある印紙収入の推移を掲げる。これは、印紙の売り捌き（うりさばき）収入と現金分の合計である。データの性格上、印紙の売り捌き収入は、印紙の使用時点ではなく印紙の売り捌き（販売）時点のものであり、また各種手数料、登録免許税などで印紙で納付されるものを含んでいることに留意すべきである。なお登録免許税については、登記という公務所への手続で発生するためある程度はその額が把握できる。法務省が公表している登記統計によれば2018年度の登記に関する登録免許税の総額は6304億1089万600円であり、2018年度の印紙収入1兆729億900万円の6割以上になっている。従って印紙税は、最大でも4500億円に満たないことになる。
印紙収入の推移
（財務省統計）
| 年度 | 収入額（単位:100万円） |
| ---- | ---------------------- |
| 1997 | 1,681,076              |
| 1998 | 1,608,442              |
| 1999 | 1,561,493              |
| 2000 | 1,531,799              |
| 2001 | 1,428,773              |
| 2002 | 1,363,750              |
| 2003 | 1,165,079              |
| 2004 | 1,135,024              |
| 2005 | 1,168,832              |
| 2006 | 1,218,125              |
| 2007 | 1,201,846              |
| 2008 | 1,088,425              |
| 2009 | 1,067,573              |
| 2010 | 1,024,020              |
| 2011 | 1,046,873              |
| 2012 | 1,077,676              |
| 2013 | 1,126,069              |
| 2014 | 1,034,992              |
| 2015 | 1,049,547              |
| 2016 | 1,079,147              |
| 2017 | 1,051,520              |
| 2018 | 1,072,909              |
| 2019 | 1,023,211              |
| 2020 | 0,919,463              |
| 2021 | 0,960,848              |
| 2022 | 0,982,121              |